# Hremeace, Dzerjînsk
Hremeace (în ucraineană Грем`яче) este un sat în comuna Karvînivka din raionul Dzerjînsk, regiunea Jîtomîr, Ucraina.

## Demografie
Componența lingvistică a localității Hremeace
     Ucraineană (97,32%)
     Rusă (2,3%)
     Alte limbi (0,38%)
Conform recensământului din 2001, majoritatea populației localității Hremeace era vorbitoare de ucraineană (97,32%), existând în minoritate și vorbitori de rusă (2,3%).